# Наставництво
Наста́вництво — це відносини, в яких досвідченіша чи більш обізнана особа допомагає менш досвідченій або менш обізнаній засвоїти певні компетенції. Досвід і знання, щодо яких будуються відносини наставництва, можуть стосуватися як особливої професійної тематики, так і широкого кола питань особистого розвитку. Сфери застосування наставництва: адаптація молодих фахівців, послуги з особистого розвитку.
В Україні восени 2016 практики наставництва введені в законодавство як елемент системи підтримки дітей-сиріт і позбавлених батьківської опіки «насамперед у підготовці до самостійного життя».
Наставником називають особу, яка передає знання та досвід. У західній традиції така особа називається mentor, за ім'ям легендарного наставника Одісеєвого сина, Телемаха. Того, хто переймає досвід, в західній традиції називають protégé, apprentice (учень у значенні середньовічної цехової системи), у 2000-ні з'явилося слово mentee.

В англомовній літературі широко вживаним є термін mentoring, що не має загального усталеного тлумачення: згадується до 50 різних дефініцій. З них найуживанішою є наступна:
Менторство є процесом неформальної передачі знання, соціального капіталу і психологічної підтримки, що сприймаються як значимі для праці, кар'єри чи професійного розвитку; менторство передбачає тривалу неформальну комунікацію між особою, що набула більшого досвіду та знань (ментором), і особою, що їх потребує (протеже).
 В Європі наставництво описане принаймні з часів Стародавньої Греції. З 1970-тих ці практики поширюються в США переважно в освітньому середовищі, має там міцні зв'язки з рухом за вільні трудові права для жінок і меншин та описується як «інновація в американському менеджменті».

## Історична довідка

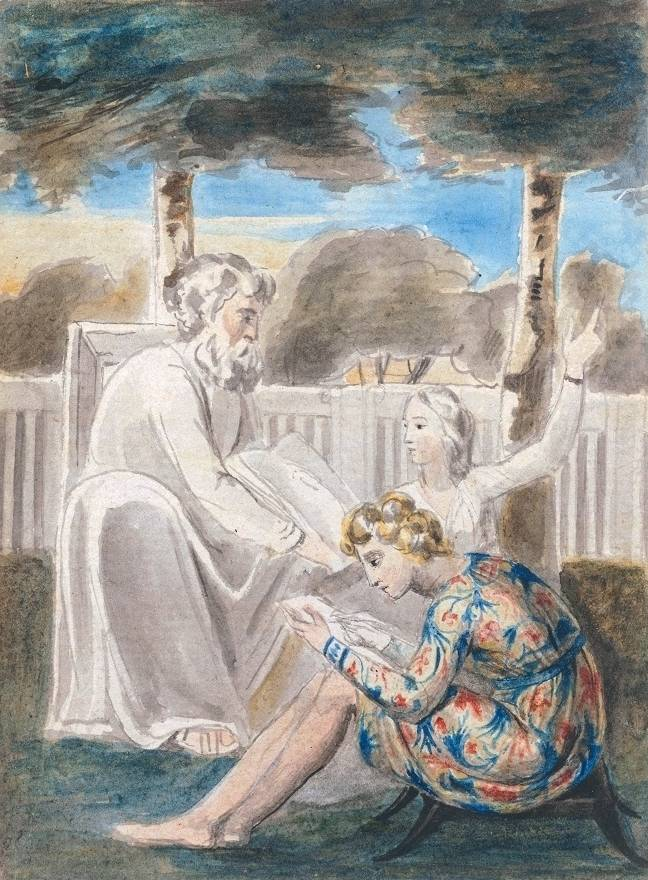
Вік наставляє юнь (англ.:Age Teaching Youth). Акварель Вільяма Блейка

Своїм корінням практики наставництва сягають доісторичних часів. У первісних суспільствах юнаки, що готувалися до ініціації, перебували під наглядом і отримували поради спеціально призначених для цього досвідчених старших членів племені. В античній літературі описані практики наставництва давніх персів і еллінів. Ментор, персонаж Гомерової Одіссеї був залишений доглядачем на Ітаці, через старість не гідний воювати проти Трої, сама богиня Афіна втілювалась у його подобі, аби наставити Телемаха у скрутних ситуаціях.
Історично значимі системи наставництва: традиція гуру з індуїзму та буддизму, старійшини або старці з рабинського юдаїзму та християнства, учнівство в середньовічній цеховій системі.
В СРСР наставництво поширювалось у системі професійно-технічної освіти та виробничого навчання, з 1950-х років набуло характеру масового руху. Наставництво як одна з форм методичної роботи в середній школі визначається як допомога досвідченого вчителя молодому фахівцю чи стажисту «адаптуватися до нових умов діяльності, закріпити низку необхідних у цих умовах первинних умінь і навичок».
В контексті американського руху за рівні трудові права другої половини ХХ ст., слово «ментор» і концепція кар'єрного наставництва увійшли до вжитку з іншими термінами, що стосуються соціального капіталу — такими як скляна стеля й бамбукова стеля, нетворкінг, рольова модель і ґейткіпер, — та служать для визначення й подолання проблем представників меншин у досягненні соціального успіху. Мейнстрім у бізнес-літературі прийняв цей термін й концепт, проголошуючи менторство дороговказом до успіху для всіх, хто дбає про кар'єрне зростання. Зародившись у спеціальній літературі в 1970-ті, до середини 1990-тих це поняття вже стало частиною щоденного слововжитку в США, згодом і в інших країнах.
В соціальній роботі з дітьми застосування практик наставництва згадується з початку ХХ ст. в США. З 1900-х років існує Big Brothers Big Sisters of America, що об'єднує добровольців-наставників для різних категорій дітей (у конфлікті з законом, сироти, діти невиліковно хворих, військовиків та з неповних сімей). Саме американський досвід був узятий за основу для розвитку наставництва в Україні. З 2016 року українське законодавство містить термін «наставництво», визначений як «добровільна безоплатна діяльність наставника з надання дитині, яка проживає у закладі для дітей-сиріт і дітей, позбавлених батьківського піклування, іншому закладі для дітей, індивідуальної підтримки та допомоги, насамперед у підготовці до самостійного життя».

## Техніки наставництва
Оскільки наставництво спрямоване на розвиток цілої особистості, в ньому можуть бути застосовані найрізноманітніші техніки, обрані з мудрістю, аби дати належний результат. Дослідження 1995 року, що стосувалося вживаних у бізнесі технік менторства, виявило п'ять найбільш загальних:
1. Супровід: ментор поводиться у вкрай дбайливий спосіб, виконуючи навчальні задачі разом із тим, хто навчається.
2. Сівба: техніка, що застосовується для підготовки учня до змін. Сказане ментором може бути незрозумілим з першого погляду, проте розкриває своє значення і цінність, коли ситуація вимагатиме певного знання чи вміння.
3. Каталізація: в моменти, коли зміни досягають критичного рівня, навчання може поглибитись. Ментор може занурити учня просто в вир змін, провокуючи новий спосіб мислення, зміни в ідентичності та/або перебудову життєвих цінностей.
4. Демонстрація: спосіб пояснення незрозумілого власним прикладом, показом своїх умінь. Ментор показує те, про що говорить, показує власною поведінкою.
5. Збір урожаю: застосовується для зауваження, усвідомлення досягнень, підбиття підсумків. У цьому випадку ментор задає питання: «Чому ти навчився?», «Наскільки корисним це є?»

Різні техніки можуть бути використані залежно від ситуації, типу мислення учня. Витоки сучасних технік можна простежити в античних системах педагогіки, від Сократового методу збору врожаю до методу супроводу в навчанні, який застосовували мандрівні будівничі протягом Середньовіччя.

## Наставництво в системі захисту прав дітей в Україні
Потреба в розвитку наставництва щодо дітей-сиріт та таких, що втратили батьківську опіку, постала через неспроможність закладів і служб, відповідальних за виховання таких дітей, належним чином виконувати свої функції. Численні дослідження та свідчення випускників інтернатних закладів доводять неефективність існуючої в Україні системи інституційної опіки над дітьми. Особливо помітними є проблеми травматизації дітей та їх непідготовленості до самостійного життя.
В Україні законодавчо закріплене право дитини на сімейне виховання та визнаний пріоритет влаштування в сімейні форми опіки в разі втрати батьків. Проте щорічна статистика незмінно показує понад 100 000 дітей у закладах інтернатного типу. Пошуки вирішення проблем інтернатної системи проходять у двох загальних напрямках: 1) реформування інтернатів у заклади нового типу, що надають послуги в громадах (діти виховуються в сім'ї, відвідують заклад виключно для отримання конкретних освітніх чи медико-соціальних послуг) та 2) вдосконалення роботи існуючих інтернатів. Запровадження наставництва є кроком у другому з двох зазначених напрямків, тобто посилює спроможність відповідних служб забезпечити підготовку до життя дітей, що перебувають у закритих закладах. Україна не унікальна в своїй ситуації, подібні негативні явища та пошуки рішень є в багатьох пост-соціалістичних країнах, що успадкували систему великих закладів опіки закритого типу. Однак саме в Україні ситуація залишається чи не найгіршою. Наприклад, Польща включила реформування системи захисту прав дітей в Угоду про асоціацію з ЄС і провела відповідні реформи напочатку 2000-х, Румунія знаходиться за крок до остаточного вирішення проблеми інституційного виховання.
До 2009 року практики наставництва щодо дітей-сиріт і дітей позбавлених батьківського існували на рівні волонтерських ініціатив та соціального служіння церков. У 2009 почав роботу проект «Наставництво» організації «Одна надія», за підтримки Альянсу Україна без сиріт поширювався рух наставників (щорічні конференції принаймні з 2012, видана книга «Наставництво. Крок за кроком»), принаймні з 2011 наставництво стало компонентом проекту «Впевнений старт» МБО Партнерство "Кожній дитині". Паралельно відбувались дослідження та робота з законодавчого регулювання цих неформальних практик. Прийняття закону про наставництво загалом схвально прийняте професійною спільнотою. До розвитку практик наставництва долучились фонд Розвиток України,  Надія і житло для дітей. «Одна надія» працює над масштабуванням свого проекту на національний рівень. Проте висловлюються й критичні зауваження: допомога наставника може бути знівельована самим перебуванням підопічного в травмуючому середовищі закритого закладу, нереально знайти 100 000 добровільних помічників для всіх вихованців інтернатів, 90 % дітей мають живих батьків і зусилля мали б бути спрямовані на посилення їх батьківського потенціалу й повернення дітей у сім'ї, підтримка інтернатів (а наставництво, по суті, посилює функції цих закладів) гальмує реформування системи.

### Законодавче регулювання наставництва
Прийнятим 8 вересня 2016 Законом України Про внесення змін до Закону України "Про забезпечення організаційно-правових умов соціального захисту дітей-сиріт та дітей, позбавлених батьківського піклування" щодо наставництва найкращі інтереси дитини вказані як основний принцип впровадження цієї практики. Наставник надаватиме підтримку "дитині, яка проживає у закладі для дітей-сиріт і дітей, позбавлених батьківського піклування, іншому закладі для дітей", задля:
- визначення та розвитку здібностей дитини, реалізації її інтересів у професійному самовизначенні;
- надання дитині доступної інформації про її права та обов’язки;
- формування у дитини практичних навичок, спрямованих на адаптацію її до самостійного життя, зокрема, щодо вирішення побутових питань, розпорядження власним майном та коштами, отримання освітніх, соціальних, медичних, адміністративних та інших послуг;
- ознайомлення дитини з практиками суспільного спілкування та подолання складних життєвих ситуацій;
- сприяння становленню дитини як відповідальної, успішної особистості;
- формування у дитини навичок здорового способу життя.

Крім визначених у цьому Законі, права та обов'язки в кожному конкретному випадку здійснення наставництва регулюються тристороннім письмовим договором, який підписують: наставник, заклад, де перебуває дитина (як законний представник дитини) та центр соціальних служб (на який, власне, покладена функція адаптації та підготовки вихованців до самостійного життя). Для укладання договору необхідні згода дитини та її сім'ї (якщо це можливо). Умовою здійснення наставництва є проходження курсу підготовки з проблем соціальної адаптації дітей. Визначене також коло осіб, які не можуть бути наставниками (повністю відповідає переліку тих, хто не має право стати усиновлювачем).